# Jane Thabantšo
Jane Thabantšo (ur. 22 stycznia 1996) – sotyjski piłkarz grający na pozycji napastnika. Jest wychowankiem klubu Matlama FC.

## Kariera klubowa
Thabantšo jest wychowankiem klubu Matlama FC. W sezonie 2014/2015 zadebiutował w jego barwach w pierwszej lidze sotyjskiej. Dwukrotnie wywalczył z nim wicemistrzostwo Lesotho w sezonach 2015/2016 i 2019/2020 oraz mistrzostwo w sezonie 2021/2022.

## Kariera reprezentacyjna
W reprezentacji Lesotho Thabantšo
zadebiutował 25 marca 2015 w przegranym 0:2 towarzyskim meczu z Botswaną, rozegranym w Gaborone.